# Notomys alexis
Notomys alexis är en däggdjursart som beskrevs av Thomas 1922. Notomys alexis ingår i släktet hoppråttor och familjen råttdjur. IUCN kategoriserar arten globalt som livskraftig. Inga underarter finns listade i Catalogue of Life.

## Utseende
Denna gnagare blir 91 till 177 mm lång (huvud och bål), har en 125 till 225 mm lång svans och väger 20 till 50 g. Pälsen har på ovansidan en kastanjebrun till brun färg och undersidans päls är ljusgrå till vit. Även svansen har en brun ovansida samt en ljus undersida. Längre hår vid svansens spets bildar en tofs. Tofsen är kortare än hos andra hoppråttor.

## Utbredning
Arten förekommer i centrala och västra Australien. Den lever i torra områden med gräs av släktet Triodia och med några andra glest fördelade växter.

## Ekologi
Individerna vilar på dagen i underjordiska bon. Per kull föds tre eller fyra ungar.
Hos Notomys alexis förekommer familjegrupper med upp till 10 medlemmar. Underjordiska bon av flera familjer kan vara sammanlänkade men den sociala kontakten till andra familjer är inte intensiv. Arten går på fyra fötter eller hoppar på bakfötterna. Den är under natten mycket i rörelse. Födan utgörs främst av frön som kompletteras med gröna växtdelar och insekter.
Honor kan vara brunstiga under alla årstider men de flesta ungar föds kort före eller under regntiden. Unga honor blir könsmogna efter cirka 85 dagar. Ungarna föds vanligen efter 32 till 34 dagar dräktighet. När honan samtidig diar en unge kan tiden öka till 40 dagar. Nyfödda ungar är blinda och döva samt täckta av några få hår. De öppnar sina ögon efter cirka 15 dagar och öron öppningarna efter ungefär 20 dagar. I genomsnitt diar ungarna sin mor i 28 dagar. Exemplar i fångenskap blev upp till 3 år gamla. I naturen blir de sällan äldre än 1 år.